# Gorenje Polje (gmina Kanal ob Soči)
Gorenje Polje – wieś w Słowenii, w gminie Kanal ob Soči. W 2018 roku liczyła 88 mieszkańców.